# Cláudio Fontana (cantor)
Cláudio Fontana (São Luís, 14 de junho de 1945) é um cantor e compositor brasileiro.
Ficou conhecido na década de 1960 com a canção "Adeus, Ingrata", lançada pelo selo Copacabana, que chegou a vender mais de cem mil discos.[carece de fontes?]
Foi ainda líder do Grupo Chocolate, ao lado da esposa e dos dois filhos, participando de muitos programas de televisão e se apresentando em palcos brasileiros e latino-americanos.
Outros de seus grandes sucessos são "O Homem de Nazareth", mais conhecida na voz do cantor Antônio Marcos, e "Happy Birthday, My Darling", mais conhecida na voz do cantor Nelson Ned.